# ハルビン学院 (旧制専門学校)
| ハルピン学院 （哈爾浜学院/哈爾濱学院/哈爾賓学院） | ハルピン学院 （哈爾浜学院/哈爾濱学院/哈爾賓学院） |
| ------------------------------------------------- | ------------------------------------------------- |
| 過去校名                                          | 日露協会学校                                      |
| 種別                                              | 私立、後に官立                                    |
| 創立                                              | 1920年                                            |
| 所在地                                            | 中華民国ハルピン市 (現中国黒竜江省ハルビン市)     |
| 創立者                                            | 日露協会                                          |
| 初代校長                                          | 井田孝平                                          |
| 廃止                                              | 1945年                                            |
| 後身校                                            | なし                                              |
| 同窓会                                            | 哈爾濱学院同窓会                                  |

ハルピン学院 (哈爾浜学院/哈爾濱学院/哈爾賓学院)(はるぴんがくいん) は、1920年（大正9年）に、中華民国ハルピン市に設立された旧制専門学校。

## 概要
- 設立当初は外務省所管の旧制専門学校であったが、1940年以後は満洲国所管の国立大学となった。日露間の貿易を担う人材養成を標榜した。

## 沿革
- 1920年9月24日：日露協会（1907年発足）によって日露協会学校としてハルピン市に設立。
- 1932年4月：ハルピン学院と改称。
- 1940年3月：大学に昇格し満州国立大学ハルピン学院と改称。修業年限4年
- 1945年8月：日本の敗戦に伴い解散。
- 1999年4月：ハルピン学院同窓会幕引き。同時にハルビン学院連絡所（新宿区原町1-28　恵雅堂出版内）が事務処理を引き継ぐ

## 歴代院長
- 初代:井田孝平[1](1920年9月24日 - ？年)
- 二代:片山秀太郎(?年 - 1924年9月20日[2]) *衆議院議員（立憲政友会）、弁護士
- 三代:高田富蔵(1924年9月20日[2] - 1935年3月[3]) *裁判官、台湾総督府官僚、教育者
- 四代:三沢糾（1935年4月[3] - 1938年） *教育者
- 五代:三毛一夫（1938年 - ?年） *陸軍軍人
- 六代:手塚省三 (1939年 - 1943年) *陸軍軍人
- 七代:渋谷三郎 (1943年4月[4] - 1945年8月21日[5])*植民地官僚

## 在籍教員
- 染谷茂 - 言語学者、文学者。上智大学名誉教授
- 尾上正男 - 国際政治学者、法学者、ソ連研究者。神戸大学名誉教授
- 除村吉太郎 - ロシア・ソビエト文学者

## 出身者
- 杉原千畝 - 外交官
- 根井三郎 - 外交官
- 片山醇之助 - 外交官
- 有吉林之助 - 政治家
- 草野威 - 衆議院議員
- 西沢富夫 - 政治運動家
- 工藤精一郎 - ロシア文学者
- 佐藤清郎 - ロシア文学者
- 福岡星児 - ロシア文学者
- 西本昭治 - ロシア文学翻訳家
- 井上満 - ロシア文学者、翻訳家
- 内村剛介 - ロシア文学者、評論家
- 南信四郎 - 翻訳家、ロシア研究家
- 石黒寛 (翻訳家) - 翻訳家
- 村山孚 - 中国古典研究家
- 亀井健三 - 教育者､科学書翻訳家､ちぎり絵作家、元がんぴ舎役員
- 奥田靖雄 - 言語学者、国語教育の理論家・指導者
- 加藤幸四郎 - ロシア料理店スンガリーの創業者
- 武藤英司 - 俳優
- 白鳥一雄 - 白鳥事件の警部

## 関連文献
- 哈爾濱學院史料編集室編 『哈爾濱学院史』1987年 全国書誌番号:88021110
- 芳地隆之 『ハルビン学院と満洲国』新潮社、1999年 ISBN 4-10-600561-1
- 芳地隆之 『満州の情報基地 ハルビン学院』新潮社、2010年 ISBN 978-4-10-399802-0
- 飯島一孝『ハルビン学院の人びと——百年目の回顧』群像社〈ユーラシア文庫〉、2020年。ISBN 9784910100098。